# Ferdinand Jan Ormeling Sr.
 (septembre 2022).
La mise en forme du texte ne suit pas les recommandations de Wikipédia : il faut le « wikifier ».
Les points d'amélioration suivants sont les cas les plus fréquents :
- Les titres sont pré-formatés par le logiciel. Ils ne sont ni en capitales, ni en gras.
- Le texte ne doit pas être écrit en capitales (les noms de famille non plus), ni en gras, ni en italique, ni en « petit »…
- Le gras n'est utilisé que pour surligner le titre de l'article dans l'introduction, une seule fois.
- L'italique est rarement utilisé : mots en langue étrangère, titres d'œuvres, noms de bateaux, etc.
- Les citations ne sont pas en italique mais en corps de texte normal. Elles sont entourées par des guillemets français : « et ».
- Les listes à puces sont à éviter, des paragraphes rédigés étant largement préférés. Les tableaux sont à réserver à la présentation de données structurées (résultats, etc.).
- Les appels de note de bas de page (petits chiffres en exposant, introduits par l'outil «  Source ») sont à placer entre la fin de phrase et le point final[comme ça].
- Les liens internes (vers d'autres articles de Wikipédia) sont à choisir avec parcimonie. Créez des liens vers des articles approfondissant le sujet. Les termes génériques sans rapport avec le sujet sont à éviter, ainsi que les répétitions de liens vers un même terme.
- Les liens externes sont à placer uniquement dans une section « Liens externes », à la fin de l'article. Ces liens sont à choisir avec parcimonie suivant les règles définies. Si un lien sert de source à l'article, son insertion dans le texte est à faire par les notes de bas de page.
- La présentation des références doit suivre les conventions bibliographiques. Il est recommandé d'utiliser les modèles {{Ouvrage}}, {{Chapitre}}, {{Article}}, {{Lien web}} et/ou {{Bibliographie}}. Le mode d'édition visuel peut mettre en forme automatiquement les références.
- Insérer une infobox (cadre d'informations à droite) n'est pas obligatoire pour parachever la mise en page.

Pour une aide détaillée, merci de consulter Aide:Wikification.
Si vous pensez que ces points ont été résolus, vous pouvez retirer ce bandeau et améliorer la mise en forme d'un autre article.
 Ferdinand Jan Ormeling Sr. né à Amsterdam, le 12 avril 1912 et mort à Lonneker le 1er mai 2002 est un géographe et cartographe néerlandais, qui a obtenu une grande reconnaissance nationale et internationale pour ses compétences scientifiques, didactiques et organisationnelles.

## Biographie
Après avoir étudié la géographie humaine sous la direction du professeur Louis van Vuuren à l'Université d'Utrecht, Ormeling est professeur de lycée à Hilversum et à La Haye pendant plusieurs années. Après la Seconde Guerre Mondiale, il part comme volontaire de guerre dans les Indes orientales néerlandaises et y sert comme officier du Renseignement militaire. De là, il a été transféré à l'Institut géographique du service topographique de Batavia, dont il est devenu le premier directeur. En 1955, il obtient son doctorat à l'Université d'Indonésie à Jakarta avec une thèse sur le développement du Timor. De retour aux Pays-Bas, il rejoint le célèbre éditeur d'atlas et de livres scolaires J.B. Wolters à Groningue. Il fonde l'Institut Géo-cartographique au sein de l'entreprise ; en 22 ans, il a édité neuf éditions (de la 40e en 1959 à la 48e en 1976) du célèbre Grote Bosatlas. Il a augmenté la qualité scientifique et la valeur didactique du Grote Bosatlas, entre autres, en introduisant des centaines de cartes thématiques et une image cartographique plus claire. Il a également modernisé le Kleine Bosatlas en cinq éditions. 
De 1964 à 1970, Ormeling est professeur de géographie économique à l'Université d'Amsterdam. Là aussi, il a organisé l'enseignement et la recherche dans l'Institut de géographie économique qu'il a fondé.

## Delft
Après sa nomination en tant que professeur à l'Institut international des sciences de la géo-information et de l'observation de la Terre (ITC) à Delft en 1971, il a pu à nouveau utiliser ses dons d'organisateur. Pour le département de cartographie mis en place au moment de sa nomination, il a réussi à réunir une équipe hautement productive composée d'employés diversifiés, spécialisés et motivés et à mettre sur pied un programme d'enseignement de qualité sur quatre niveaux (technicien, technologue, baccalauréat et maîtrise). Il présentait des thèmes tels que l'aménagement du territoire, la cartographie et l'automatisation. Son département est rapidement devenu le deuxième plus grand de l'ITC. Le nombre de demandes d'admission d'étudiants majoritairement étrangers était plusieurs fois supérieur au nombre de places disponibles. En raison de la haute qualité de l'enseignement et de la recherche, Ormeling a rendu la formation de la discipline jusqu'alors relativement inconnue de la cartographie équivalente aux cours d'ingénierie de l'ITC. La formation d'étudiants étrangers a conduit à l'introduction ou à l'amélioration significative de la cartographie dans de nombreuses régions du monde, ce qui est l'un des objectifs de l'ITC. En partie grâce à Ormeling l'ITC a été l'une des premières institutions aux Pays-Bas à susciter l'intérêt des Chinois. Le département de cartographie a également rejoint un partenariat que le département de cartographie de l'Université d'Utrecht avait conclu avec le département de géodésie de l'Université de technologie de Delft. Le département a également contribué aux activités de l'Association Néerlandaise de Cartographie (NVK), telles que des journées d'étude et des cours d'été pour les enseignants et autres parties intéressées par la cartographie.

## Postes au sein de conseils d'administration internationaux
Dans le même temps, Ormeling a promu la pratique de la cartographie dans le monde entier au cours de sa longue participation au conseil d'administration (23 ans) de l'Association cartographique internationale (ACI). Il a été d'abord secrétaire général puis président de l'ACI (1976-1984) ; Dans ces fonctions, avec une grande diplomatie et un réel intérêt pour les autres cultures, en particulier dans les pays en développement, il a considérablement augmenté le nombre de pays participants: de 24 à 59. Les ateliers d’études de l'ACI qu'Ormeling a organisés à Nairobi (1978), Jakarta (1980) et Wuhan (1981) ont été d'une grande importance dans cet égard. Il était membre honoraire de nombreuses associations cartographiques nationales. L'ACI a montré son appréciation pour ses activités en lui décernant sa plus haute distinction, la médaille Mannerfelt, en 1987.

## Collections cartographiques
Ormeling était un grand collectionneur de manuels, de monographies, d'actes de conférence dans le domaine de la cartographie. Sa collection comprenait de nombreuses publications cartographiques importantes de toutes les régions du monde. Après sa mort, sa famille a fait don de la précieuse collection à l'ITC. La "collection Ormeling" est gérée par la bibliothèque de l'ITC et est complétée par des éditions plus récentes. Sa collection d'atlas également importante, ainsi que celle de son fils Ferjan Ormeling Jr., est conservée dans la salle des cartes de la bibliothèque universitaire de l'université d'Utrecht.

## Littérature
- M. Wood. Ferdinand Jan Ormeling (1912–2002). International Cartographic Association, 2002. Nécrologie.
- Naftali Kadmon. In memoriam, Ferdinand Jan Ormeling (1912-2002) . In: United Nations Group of Experts on Geographical Names. Information Bulletin, number 26, March 2003, p. 6-7.